# دفتر اليومية

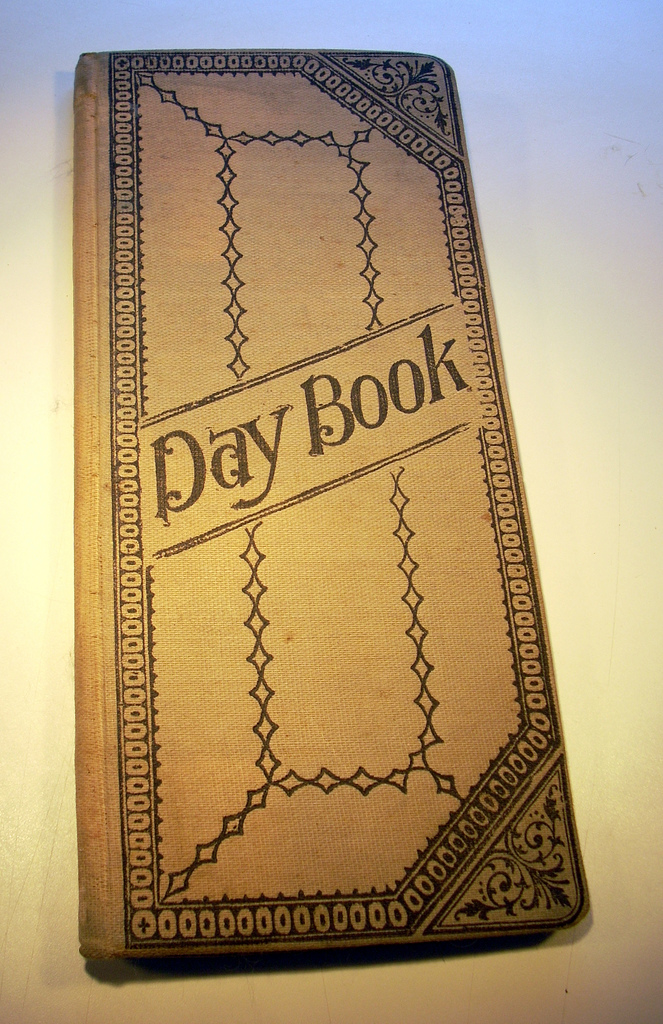
دفتر اليومية في القرن التاسع عشر

دفتر اليومية أحد السجلات المحاسبية، تُسجل فيه العمليات المحاسبية تمهيدا لترحيلها إلى نظم دفاتر اليومية المستخدمة ويمكن إجمالها كما يلي:

## دفتر اليومية الأمريكية
يعتبر دفتر يومية وأستاذ عام في نفس الوقت وهو أكثر نظم اليوميات شيوعا في الاستخدام في مجال النشاط التجارى والخدمي.

## اليوميات الفرنسية
يتم إنشاء اليوميات الفرنسية على عدد خمس يوميات كما يلي:
1. يومية عامة .
2. يومية مدفوعات .
3. يومية المشتريات .
4. يومية المبيعات .
5. يومية التسويات .

ويعتبر نظام اليوميات الفرنسية هو أكثر النظم شيوعاً في المجال الصناعي.